# Finger Point (Visokoi Island)
Der Finger Point (englisch für Finger-Landspitze) ist eine Landspitze, die den nördlichsten Ausläufer von Visokoi Island im Archipel der Südlichen Sandwichinseln markiert.
Die Besatzung der Discovery II kartierte die Landspitze im Jahr 1930 im Zuge der britischen Discovery Investigations und gab ihr ihren deskriptiven Namen.